# ليه ثاتشر
ليه ثاتشر (بالإنجليزية: Les Thatcher)‏ هو لاعب كمال أجسام أمريكي، ولد في 28 أكتوبر 1940 في سينسيناتي في الولايات المتحدة.

## روابط خارجية
- ليه ثاتشر على موقع CageMatch worker (الإنجليزية)